# Fiat 510
Fiat 510 — легковой автомобиль, выпускавшийся компанией Fiat с 1919 по 1925 год.
510 модель во многом похожа на 501 и 505 модели.
С 1920 года выпускалась модель 510 S  — спортивный вариант с более мощным двигателем и укороченным шасси.
Всего произведено 14 158 автомобилей.

## Двигатели
| Модель | Годы выпуска | Двигатель                                               | Расположение | Мощность | Топливная система    |
| ------ | ------------ | ------------------------------------------------------- | ------------ | -------- | -------------------- |
| 510    | 1919—26      | рядный, 6-цилиндровый, с боковым расположением клапанов | 3446 см³     | 46 л. с. | одиночный карбюратор |
| 510 S  | 1921—26      | рядный, 6-цилиндровый, с боковым расположением клапанов | 3446 см³     | 53 л. с. | одиночный карбюратор |

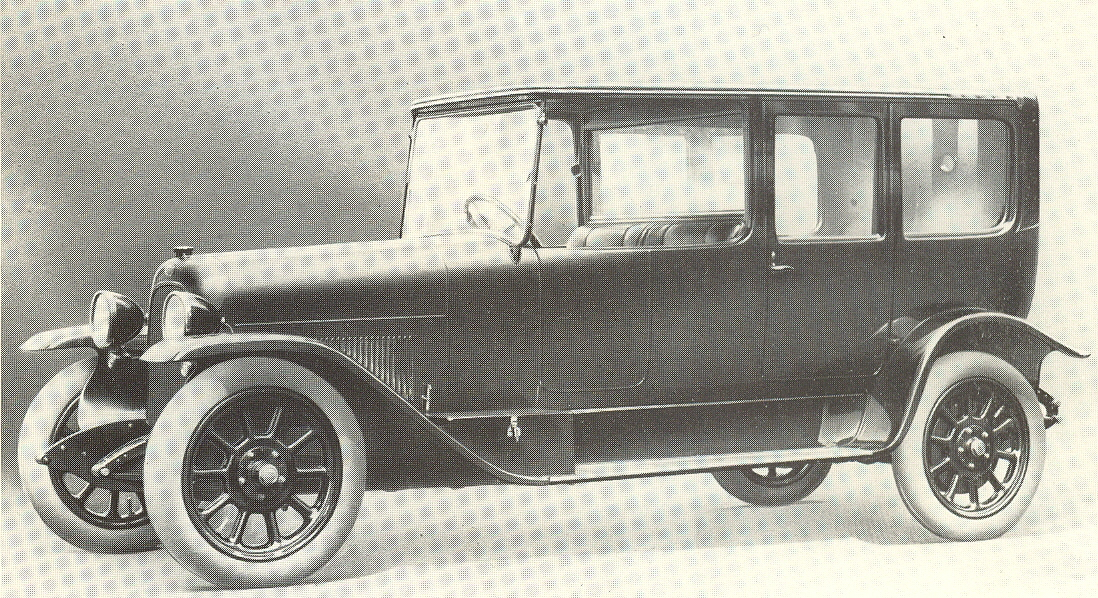
Fiat 510 Series1 1919